# Marco Nasti
Marco Nasti, né le 17 septembre 2003 à Pavie en Italie, est un footballeur italien, qui évolue au poste d'avant-centre à l'Empoli FC.

## Biographie

### En club
Né à Pavie en Italie, Marco Nasti est formé par le Milan AC, où il est considéré comme l'un des joueurs les plus prometteurs du centre de formation. En janvier 2022, il s'entraîne pour la première fois avec l'équipe première du club, côtoyant les stars de l'équipe comme Zlatan Ibrahimović ou Rafael Leão. Nasti se fait remarquer lors de cette saison 2021-2022 en marquant 16 buts en 24 matchs avec la Primavera, terminant troisième au classement des meilleurs buteurs de ce championnat.
Il commence cependant sa carrière professionnelle en Serie B avec le Cosenza Calcio où il est prêté le 16 juillet 2022.
Il inscrit son premier but en professionnel avec Cosenza, le 18 décembre 2022, lors d'une rencontre de championnat contre l'Ascoli Calcio. Entré en jeu à la place d'Aldo Florenzi, il ne peut empêcher la défaite des siens malgré son but (1-3 score final).
Le 16 juillet 2023, Nasti est à nouveau prêté pour une saison, cette fois au SSC Bari, toujours en Serie B.

### En sélection
Marco Nasti représente l'équipe d'Italie des moins de 19 ans. Avec cette sélection il est retenu pour participer au championnat d'Europe des moins de 19 ans en 2022. Lors de ce tournoi organisé en Slovaquie il joue trois matchs, tous en tant que titulaire. Son équipe se hisse jusqu'en demi-finale, éliminée par l'Angleterre (2-1 score final).
Le 8 septembre 2023 Marco Nasti, joue son premier match avec l'équipe d'Italie espoirs, contre la Lettonie. Il est titularisé et les deux équipes se neutralisent (0-0 score final),. Il marque son premier but avec les espoirs dès sa deuxième apparition, le 12 septembre 2023, contre la Turquie. Entré en jeu, il marque le second but de son équipe (0-2 score final),.
Le 13 octobre 2023, Marco Nasti a donné un coup de poing à son coéquipier Matteo Ruggeri, provoquant une fracture présumée de la cloison nasale; pour cette raison, il a été exclu de l'équipe nationale.